# Donje Zaostro
Donje Zaostro este un sat din comuna Berane, Muntenegru. Conform datelor de la recensământul din 2003, localitatea are 149 de locuitori (la recensământul din 1991 erau 150 de locuitori).

## Demografie
În satul Donje Zaostro locuiesc 113 persoane adulte, iar vârsta medie a populației este de 37,8 de ani (35,5 la bărbați și 39,8 la femei). În localitate sunt 42 de gospodării, iar numărul mediu de membri în gospodărie este de 3,55.
Populația localității este foarte eterogenă.
|  |

| Demografie | Demografie | Demografie |
| An         | Locuitori  | Locuitori  |
| ---------- | ---------- | ---------- |
|            |            |            |
|            |            |            |
|            |            |            |
|            |            |            |
| 1948       | 221        |            |
| 1953       | 259        |            |
| 1961       | 245        |            |
| 1971       | 245        |            |
| 1981       | 200        |            |
| 1991       | 150        | 150        |
| 2003       | 149        | 149        |

| \| Componența etnică conform recensământului din 2003[2] \| Componența etnică conform recensământului din 2003[2] \| Componența etnică conform recensământului din 2003[2] \| Componența etnică conform recensământului din 2003[2] \| Componența etnică conform recensământului din 2003[2] \| \| ----------------------------------------------------- \| ----------------------------------------------------- \| ----------------------------------------------------- \| ----------------------------------------------------- \| ----------------------------------------------------- \| \| \| \| \| \| \| \| Muntenegreni \| Muntenegreni \| \| 63 \| 42,28% \| \| Sârbi \| Sârbi \| \| 60 \| 40,26% \| \| necunoscută \| necunoscută \| \| 0 \| 0% \| |              |  |    |        |
| Componența etnică conform recensământului din 2003 |              |  |    |        |
| |              |  |    |        |
| Muntenegreni | Muntenegreni |  | 63 | 42,28% |
| Sârbi | Sârbi        |  | 60 | 40,26% |
| necunoscută | necunoscută  |  | 0  | 0%     |